# Julio Iglesias

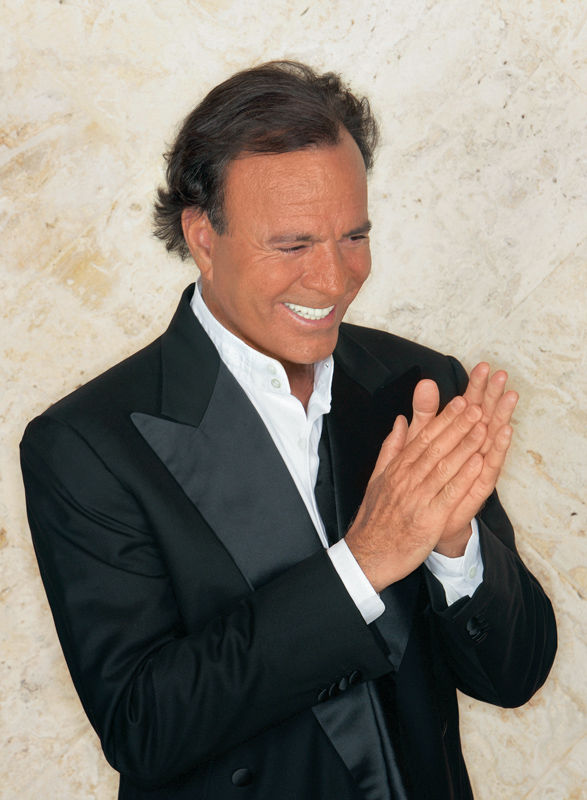
Julio Iglesias (2007)

Julio Iglesias de la Cueva [ˈxuljo iˈɣlesjas] (* 23. September 1943 in Madrid) ist ein spanischer Sänger und ehemaliger Fußballspieler. Er gilt mit über 300 Millionen verkauften Tonträgern und rund 390 Gold- und Platin-Schallplattenauszeichnungen als einer der erfolgreichsten Einzelinterpreten. Er singt in 14 Sprachen, darunter Spanisch, Italienisch, Deutsch, Französisch, Englisch und Portugiesisch.

## Leben
Iglesias wurde als erster Sohn des Gynäkologen Julio Iglesias Puga (1915–2005) und María del Rosario de la Cueva y Perignat (1919–2002) in Madrid geboren. Julio Iglesias hat einen Bruder, Carlos (* 1947), sowie zwei Halbgeschwister aus der zweiten Ehe seines Vaters. Sein Vater stammte aus der galicischen Stadt Ourense, mütterlicherseits kommen seine Vorfahren aus Puerto Rico, Kuba und Andalusien. 
In seiner Jugend war er ein talentierter Fußballspieler und Torwart bei Real Madrid Castilla, der Juniorenmannschaft von Real Madrid, mit der er in der Segunda División spielte. Nach einem Verkehrsunfall, der seine Fußballerkarriere beendete, studierte er zuerst Jura mit dem Ziel, später in den diplomatischen Dienst einzutreten, brach das Studium aber 1968 ab. Während seines 20-monatigen Krankenhausaufenthaltes entdeckte er seine Liebe zur Musik und erlernte das Gitarrespielen. Nach einer Unterbrechung von 33 Jahren beendete er „seinem Vater zuliebe“ 2001 das Studium an der Madrider Complutense-Universität im Fach „Internationales Recht“ und ist in Spanien als Rechtsanwalt zugelassen.
Von 1971 bis 1979 war er mit der philippinischen Diplomatentochter Isabel Preysler (* 1951) verheiratet. Aus dieser Ehe stammen die Kinder Chábeli Iglesias (* 1971), Julio José Iglesias (* 1973) und Enrique Iglesias (* 1975). Die beiden Söhne sind selbst erfolgreiche Musiker. Die Tochter arbeitet als Nachrichtenjournalistin in Washington, D.C.
Iglesias erlebte zwischenzeitlich schwere Depressionen, die ihn an der Ausübung seiner musikalischen Tätigkeit hinderten.
Seit 1992 lebt er mit dem niederländischen Ex-Model Miranda Johanna Maria Rijnsburger (* 5. Oktober 1965) zusammen und ist mit ihr seit dem 24. August 2010 verheiratet. Zusammen haben sie fünf Kinder: Miguel Alejandro (* 7. September 1997), Rodrigo (* 3. April 1999), Victoria und Christina (* beide 1. Mai 2001) und Guillermo (* 5. Mai 2007). Die Hochzeit erfolgte in ihrem Haus in Marbella. Das Paar besitzt noch ein Anwesen auf der Insel Indian Creek in Florida und ein Haus in Punta Cana in der Dominikanischen Republik.

Iglesias’ Vater wurde im Dezember 1981 von baskischen Separatisten in Spanien entführt. Er konnte nach 19 Tagen befreit werden.

## Karriere

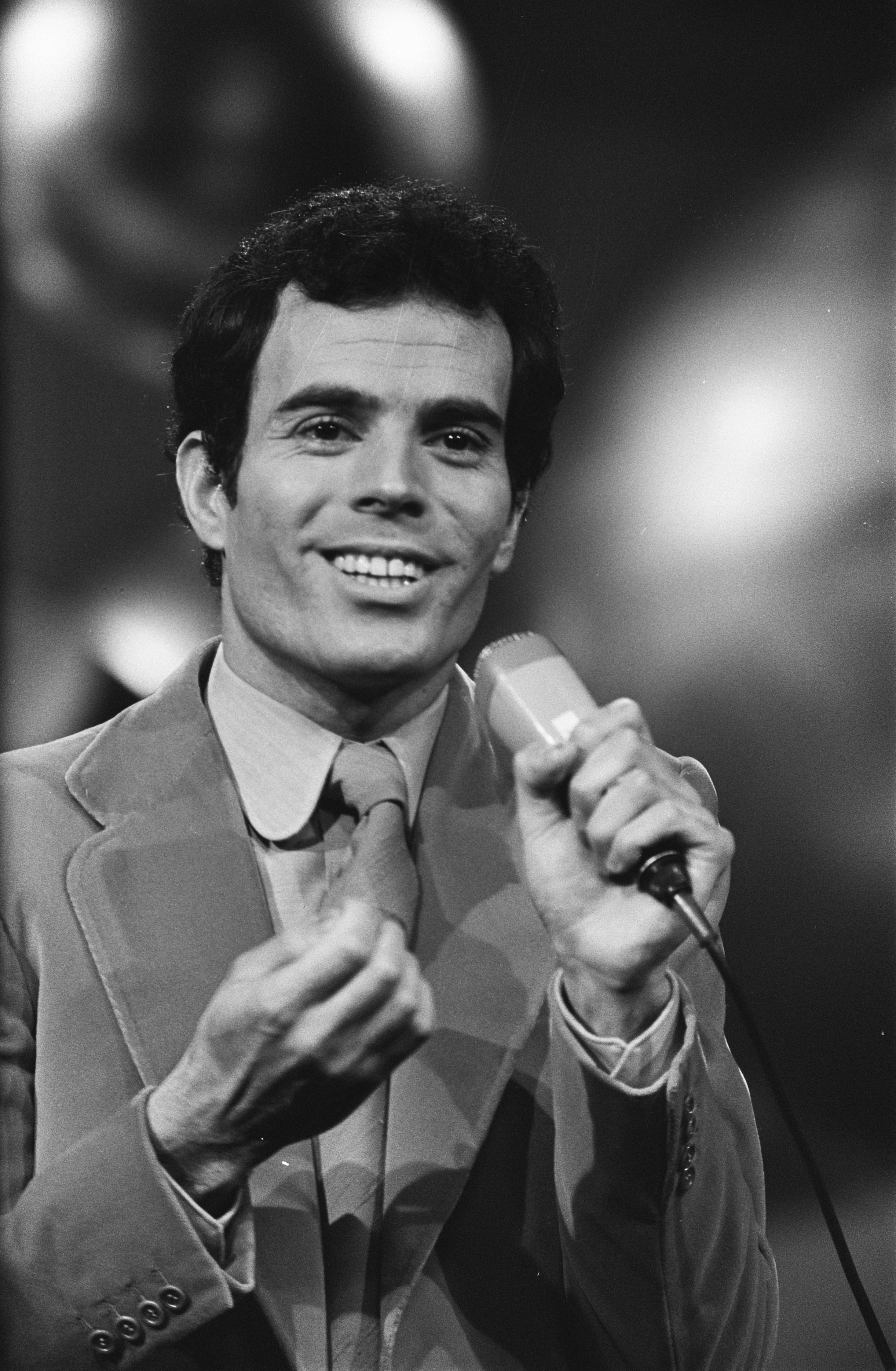
Julio Iglesias beim Eurovision Song Contest 1970

1968 von seinen Eltern zur Erholung und Aufbesserung seiner Englischkenntnisse nach Cambridge geschickt, schrieb er dort seinen ersten Song La vida sigue igual (englisch Life Goes on as Usual), mit dem er das Song Festival in Benidorm gewann und den Grundstein seiner Karriere begründete. 1970 vertrat er sein Land mit dem Titel Gwendolyne beim Grand Prix de la Chanson de l’Eurovision und wurde Vierter. 1972 erschien sein wohl bekanntestes Stück Un canto a Galicia, das die Sehnsucht der Nordwestspanier, die fern der Heimat, der Flüsse und des Meers leben, beschreibt. Dieser Hintergrund ging beim Transfer von einer Sprache in die andere verloren: „Wenn ein Schiff vorüberfährt“ ist auf Deutsch ein Liebeslied mit einem schlichten Bild.
Nach den Alben Como el álamo al camino (1972), El amor (1975), A mis 33 años (1977) und Emociones (1978) wechselte Iglesias zur Plattenfirma CBS, die ihm ab 1987 umgerechnet 42 Mio. Euro in fünf Jahren vertraglich zusicherte. Seit 1984 schreibt er seine Lieder nicht mehr selbst.
Anfang der 1980er Jahre feierte Iglesias Erfolge auf dem US-amerikanischen Markt. 1984 nahm er zusammen mit Diana Ross, Stan Getz, den Beach Boys, den Pointer Sisters sowie mit dem Country-Star Willie Nelson das Album 1100 Bel Air Place auf.
1993 musste sich Iglesias in Argentinien in einem Plagiatsprozess verantworten. Das Gericht sah es als erwiesen an, dass er mit seinem 1982 aufgenommenen Hit Morriñas den Song Yolanda des Argentiniers Larry Moreno kopiert hatte, und er wurde daraufhin zu einer Schadensersatzzahlung von 300.000 Pesos (ca. 51.300 €; Stand 2. September 2012) verurteilt. Er war nicht bereit, die Strafe zu bezahlen, und so drohte seiner argentinischen Ranch Anfang 1996 die Versteigerung.
Sein Album Divorcio wurde 2003 in nur wenigen Tagen über 350.000 Mal verkauft und beherrschte in Spanien, Portugal, Frankreich, Italien und Russland die Hitlisten. Eine zehnmonatige Welttournee folgte. Für den asiatischen Markt nahm er das Lied Crazy in Mandarin, Indonesisch und Philippinisch auf und ersetzte dabei Diana Ross, mit der er vorher das Duett All of You sang, durch einheimische Künstlerinnen.
In den fast 40 Jahren seiner Karriere gab Iglesias mehr als 5000 Konzerte und verkaufte über 250 Mio. Tonträger in mehr Ländern als irgendein anderer Sänger. Dafür erhielt er einen Eintrag ins Guinness-Buch der Rekorde.
Bei einem Festakt im Dezember 2011 im Instituto Cervantes kündigte Iglesias an, sich aus der Öffentlichkeit zurückzuziehen.
Die im Oktober 2021 veröffentlichten Pandora Papers führen Julio Iglesias als einen von vielen Prominenten auf, die mit Offshore-Finanzkonstrukten Steuerflucht (wenn nicht sogar Steuerhinterziehung) begingen.

## Karrierestationen
- 1968: Gewinner des Song Festivals in Benidorm mit La Vida Sigue igual
- 1970: Gwendolyne: größter Hit des Jahres
- 1984: Album 1100 Bel Air Place unter Mitwirkung von Diana Ross, Stan Getz, den Beach Boys, den Pointer Sisters, Willie Nelson
- 1988: erster westlicher Star im chinesischen Fernsehen mit ca. 300 Mio. Zuschauern
- 1989: Veranstaltung von 30 Konzerten zugunsten von UNICEF
- 1993: Plagiatsprozess in Argentinien
- 1994: Das Album Crazy erscheint. Eingespielt wurden gemeinsame Songs u. a. mit Dolly Parton, Art Garfunkel, Stevie Wonder, Nana Mouskouri und Sting.[10]
- 1998: American Music Award in der Kategorie „Beliebtester Latino-Künstler“
- 2001: Abschluss des Studiums der Rechtswissenschaften
- 2003: Start zu einer Welttournee
- 2008: Start zu einer Welttournee

## Auszeichnungen (Auswahl)
- „Diamond Disk Award“ des Guinness-Buch der Rekorde mit mehr als 250 Millionen verkauften Tonträgern[3]
- ca. 470 Schallplatten-Auszeichnungen in Gold und Platin
- 1985: Stern auf dem Hollywood Walk of Fame
- 1998: American Music Award in der Kategorie beliebtester Latino-Künstler
- 2007: „Music Legend Award“ für den populärsten Künstler aller Zeiten
- 2007: Ritter der französischen Ehrenlegion
- 2011: Ehrung für sein Lebenswerk bei einem Festakt im Dezember im Instituto Cervantes

## Diskografie
Spanischsprachige, englischsprachige und mehrsprachige Studioalben

| Jahr | Titel Sprache                                                    | Höchstplatzierung, Gesamtwochen, AuszeichnungChartplatzierungen (Jahr, Titel, Sprache, Platzierungen, Wochen, Auszeichnungen, Anmerkungen) | Höchstplatzierung, Gesamtwochen, AuszeichnungChartplatzierungen (Jahr, Titel, Sprache, Platzierungen, Wochen, Auszeichnungen, Anmerkungen) | Höchstplatzierung, Gesamtwochen, AuszeichnungChartplatzierungen (Jahr, Titel, Sprache, Platzierungen, Wochen, Auszeichnungen, Anmerkungen) | Höchstplatzierung, Gesamtwochen, AuszeichnungChartplatzierungen (Jahr, Titel, Sprache, Platzierungen, Wochen, Auszeichnungen, Anmerkungen) | Höchstplatzierung, Gesamtwochen, AuszeichnungChartplatzierungen (Jahr, Titel, Sprache, Platzierungen, Wochen, Auszeichnungen, Anmerkungen) | Höchstplatzierung, Gesamtwochen, AuszeichnungChartplatzierungen (Jahr, Titel, Sprache, Platzierungen, Wochen, Auszeichnungen, Anmerkungen) | Höchstplatzierung, Gesamtwochen, AuszeichnungChartplatzierungen (Jahr, Titel, Sprache, Platzierungen, Wochen, Auszeichnungen, Anmerkungen) | Höchstplatzierung, Gesamtwochen, AuszeichnungChartplatzierungen (Jahr, Titel, Sprache, Platzierungen, Wochen, Auszeichnungen, Anmerkungen) | Anmerkungen |
| Jahr | Titel Sprache                                                    | DE | AT | CH | UK | US | Latin | ES | IT | Anmerkungen |
| ---- | ---------------------------------------------------------------- | --- | --- | --- | --- | --- | --- | --- | --- | --- |
| 1969 | Yo canto spanischsprachig                                        | — | — | — | — | — | — | ES3 (15 Wo.)ES | — | Verkäufe: + 100.000 |
| 1970 | Gwendolyne Julio Iglesias spanischsprachig                       | — | — | — | — | — | — | — | — | |
| 1972 | Un canto a Galicia Por una mujer Julio Iglesias spanischsprachig | DE24 (9 Wo.)DE | — | — | — | — | — | — | — | |
| 1973 | Soy spanischsprachig                                             | — | — | — | — | — | — | ES5 (69 Wo.)ES | — | |
| 1974 | A flor de piel spanischsprachig                                  | — | — | — | — | — | — | ES3 (25 Wo.)ES | — | |
| 1975 | A México spanischsprachig                                        | — | — | — | — | — | — | ES3 (33 Wo.)ES | — | |
| 1975 | El amor spanischsprachig                                         | — | — | — | — | — | — | ES4 (48 Wo.)ES | — | Verkäufe: + 500.000 |
| 1976 | América spanischsprachig                                         | — | — | — | — | — | — | ES11 (18 Wo.)ES | IT19 (7 Wo.)IT | |
| 1977 | A mis 33 años spanischsprachig                                   | — | — | — | — | — | — | ES8 Platin · (43 Wo.)ES | — | Verkäufe: + 860.000 |
| 1978 | Emociones spanischsprachig                                       | — | — | — | — | — | — | ES11 ×2Doppelplatin · (34 Wo.)ES | — | Verkäufe: + 2.335.000 |
| 1980 | Hey! spanischsprachig                                            | — | — | — | — | US179 (6 Wo.)US | Latin4 ×4Vierfachplatin · (44 Wo.)Latin | ES1 ×5Fünffachplatin · (43 Wo.)ES | — | Verkäufe: + 1.310.000 |
| 1981 | De niña a mujer / From a Child to a Woman spanischsprachig       | — | — | — | UK43 (5 Wo.)UK | US181 (6 Wo.)US | — | ES1 ×7Siebenfachplatin · (29 Wo.)ES | — | Verkäufe: + 5.445.000 |
| 1982 | Momentos spanischsprachig                                        | DE16 (13 Wo.)DE | AT12 Gold · (10 Wo.)AT | — | UK14 Gold · (14 Wo.)UK | US191 (4 Wo.)US | Latin25 ×2Doppelplatin · (55 Wo.)Latin | ES1 ×6Sechsfachplatin · (32 Wo.)ES | — | Verkäufe: + 4.240.436 |
| 1984 | 1100 Bel Air Place englischsprachig                              | DE7 (20 Wo.)DE | AT12 (16 Wo.)AT | CH4 (11 Wo.)CH | UK14 Silber · (14 Wo.)UK | US5 ×4Vierfachplatin · (34 Wo.)US | — | ES1 ×2Doppelplatin · (19 Wo.)ES | IT8 Platin · (22 Wo.)IT | Verkäufe: + 6.600.000 |
| 1985 | Libra spanischsprachig                                           | DE26 (10 Wo.)DE | AT22 (4 Wo.)AT | — | UK61 (4 Wo.)UK | US92 (12 Wo.)US | Latin— ×6SechsfachplatinLatin | ES1 ×3Dreifachplatin · (27 Wo.)ES | — | Verkäufe: + 3.130.000 |
| 1987 | Un hombre solo spanischsprachig                                  | — | — | — | — | — | — | ES1 ×5Fünffachplatin · (61 Wo.)ES | — | Verkäufe: + 3.100.000 |
| 1988 | Non Stop englischsprachig                                        | — | — | — | UK33 Gold · (4 Wo.)UK | US52 Gold · (17 Wo.)US | — | ES5 Platin · (24 Wo.)ES | — | Verkäufe: + 1.090.000 |
| 1989 | Raices mehrsprachig                                              | — | — | — | — | — | Latin45 (2 Wo.)Latin | ES1 ×11Elffachplatin · (43 Wo.)ES | IT— GoldIT | Verkäufe: + 2.685.000 |
| 1990 | Starry Night englischsprachig                                    | — | — | — | UK27 Gold · (19 Wo.)UK | US37 Gold · (31 Wo.)US | — | ES6 Platin · (20 Wo.)ES | — | Erstveröffentlichung: 25. Oktober 1990 Verkäufe: + 1.400.000                                                                                                |
| 1992 | Calor spanischsprachig                                           | DE72 (9 Wo.)DE | — | — | — | US186 (2 Wo.)US | Latin34 (14 Wo.)Latin | ES1 ×5Fünffachplatin · (45 Wo.)ES | IT— GoldIT | einige regionsspezifische Versionen enthalten ein bis drei anderssprachige Titel (z. B. die deutsche Version Calor – Engel der Nacht) Verkäufe: + 1.062.500 |
| 1994 | Crazy englischsprachig                                           | DE73 (7 Wo.)DE | — | — | UK6 Platin · (38 Wo.)UK | US30 Gold · (19 Wo.)US | — | ES1 ×2Doppelplatin · (28 Wo.)ES | IT14 Gold · (7 Wo.)IT | Erstveröffentlichung: 16. Mai 1994 Verkäufe: + 2.505.000 |
| 1995 | La carretera spanischsprachig                                    | — | AT38 (3 Wo.)AT | — | UK6 (7 Wo.)UK | — | Latin3 (88 Wo.)Latin | ES1 ×7Siebenfachplatin · (66 Wo.)ES | — | Verkäufe: + 1.877.500 |
| 1996 | Tango spanischsprachig                                           | DE35 (10 Wo.)DE | AT49 (1 Wo.)AT | CH28 (11 Wo.)CH | UK56 Silber · (6 Wo.)UK | US81 (18 Wo.)US | Latin1 ×6Sechsfachplatin · (72 Wo.)Latin                                                                                                   | ES1 ×6Sechsfachplatin · (46 Wo.)ES | IT6 Platin · (21 Wo.)IT | Erstveröffentlichung: 19. November 1996 Verkäufe: + 3.105.000                                                                                               |
| 2000 | Noche de cuatro lunas spanischsprachig                           | — | — | CH20 (13 Wo.)CH | UK32 (4 Wo.)UK | — | Latin3 Platin · (20 Wo.)Latin | ES1 ×5Fünffachplatin · (28 Wo.)ES | — | Erstveröffentlichung: 19. Juni 2000 Verkäufe: + 845.000 |
| 2003 | Divorcio spanischsprachig                                        | — | — | CH86 (1 Wo.)CH | — | — | Latin9 (30 Wo.)Latin | ES2 ×2Doppelplatin · (29 Wo.)ES | — | Erstveröffentlichung: 27. Oktober 2003 Verkäufe: + 480.000                                                                                                  |
| 2006 | Romantic Classics englischsprachig                               | DE75 (2 Wo.)DE | AT27 (4 Wo.)AT | CH57 (5 Wo.)CH | UK42 Silber · (7 Wo.)UK | US43 (3 Wo.)US | — | ES7 Gold · (22 Wo.)ES | IT75 (1 Wo.)IT | Erstveröffentlichung: 18. September 2006 Verkäufe: + 117.500                                                                                                |
| 2011 | 1 mehrsprachig                                                   | — | — | CH84 (3 Wo.)CH | UK18 (3 Wo.)UK | — | — | ES3 Platin · (61 Wo.)ES | — | Erstveröffentlichung: 20. April 2012 Neuaufnahmen früherer Lieder Verkäufe: + 40.000                                                                        |
| 2015 | México spanischsprachig                                          | — | — | — | — | — | Latin2 (12 Wo.)Latin | ES1 Gold · (39 Wo.)ES | — | Erstveröffentlichung: 25. September 2015 Verkäufe: + 50.000                                                                                                 |
| 2017 | México & amigos spanischsprachig                                 | — | — | — | — | — | Latin49 (1 Wo.)Latin | ES2 (37 Wo.)ES | — | Erstveröffentlichung: 5. Mai 2017 Duettalbum; Verkäufe: + 50.000                                                                                            |

grau schraffiert: keine Chartdaten aus diesem Jahr verfügbar

## Filmografie
- 1969 Musikfilm La vida sigue igual (Das Leben geht weiter) über ihn selbst und die Geschichte seines Aufstiegs, beginnend mit seiner Fußball-Karriere, seinem schweren Autounfall, der seine Fußball-Karriere für immer beendet, bis hin zu seiner Musik-Karriere.
- 1979: Innamorarsi alla mia età (Todos los días, un día)
- 1979: Me olvidé de vivir (Todos los días, un día)
- 1979: Todos los días, un día
- 1989: The Golden Girls (Valentinstag)